# Frédéric Bulot
Frédéric Bulot Wagha (* 27. September 1990 in Libreville) ist ein gabunisch-französischer ehemaliger Fußballspieler auf der Position des Rechten Mittelfelds und der Außenflügel. Er war auch für die gabunische Fußballnationalmannschaft aktiv.

## Karriere

### Verein
Bulot begann seine Fußballkarriere 2007 im Fürstentum Monaco, in der zweiten Mannschaft des AS Monaco. Hier absolvierte er 46 Spiele und wurde in der Saison 2007/08 Meister im viertklassigen Championnat de France Amateur. Am 7. August 2010 gab er im Spiel gegen Olympique Lyon sein Profidebüt in der Ligue 1. Im Juli 2011 wurde sein Vertrag bei Monaco nicht verlängert und er wechselte innerhalb der Liga zum normannischen Verein SM Caen. Hier avancierte er von Beginn an zum Stammspieler und bestritt alle 38 Saisonspiele, wobei er in 35 Partien der Startformation angehörte. Im Juli 2012 verließ er Frankreich in Richtung Belgien und schloss sich den wallonischen Erstligisten Standard Lüttich an. Auch hier war er Stammspieler und absolvierte in seiner Debütsaison 26 Ligaspiele. Trotz überzeugender Leistungen, erreichte er in der Meisterschaft nur Platz 4 und schied auch im Viertelfinale des Nationalen Pokals aus. August 2014 wurde er auf Leihbasis zum englischen Verein Charlton Athletic in die zweitklassige EFL Championship transferiert. Auch in der englischen Liga überzeuge er mit guten Leistungen und absolvierte 28 Spiele. Nach dem Ende der Leihe kehrte er zu Standard Lüttich zurück, verließ den Verein jedoch noch vor Beginn der Saison Richtung Frankreich und schloss sich den Erstlegisten Stade Reims an. Hier belegte er mit dem Team den 18. Platz und stieg in die Ligue 2 ab. Anfangs noch zum Stamm der Mannschaft gehörend, verlor Bulot diesen Satus aufgrund einer langwierigen Knieverletzung und körperlicher Probleme. Für diese Situation machte er den Verein verantwortlich, woraufhin er im Juli 2017 Reims verließ. Nach 7 Monaten der Vereinslosigkeit, nahm ihn im Januar 2018 der französische Zweitligist FC Tours unter Vertrag. Doch auch hier konnte er keine Erfolge erzielen und stieg mit dem Verein als Letztplatzierter der Ligue 2 ab. Es folgen kurze Stationen bei FC Gifu in Japan, FELDA United in Malaysia, hier war er der erste Gabuner der in der Malaysian Super League spielte, und Doxa Katokopia auf der Insel Zypern. An seine früheren Leistungen konnte er jedoch nicht mehr Anknüpfen und blieb auch bei diesen Stationen erfolglos. Seit Juli 2021 ist er Vereinslos.

### Nationalmannschaft
Bulot durchlief alle Jugendmannschaften von Frankreich, ehe er sich im Februar 2014 entschied für sein Heimatland aufzulaufen. Sein Debüt für die gabunische Fußballnationalmannschaft gab er am 5. März 2014 im Freundschaftsspiel gegen die Auswahl von Marokko. Er nahm an zwei Qualifikationsspielen zur Fußball-Weltmeisterschaft 2018 teil, konnte sich jedoch mit der Mannschaft nicht für die Endrunde in Russland qualifizieren. Zudem war Bulot Teilnehmer an Qualifikationsspielen zur Afrikameisterschaft 2015 und vertrat seine Heimat auch bei der Endrunde in Äquatorialguinea. Hier scheiterte er mit der Mannschaft bereits in der Gruppenphase durch Niederlagen gegen die Republik Kongo und Gastgeber Äquatorialguinea. Sein bisher letztes Spiel im Trikot der Nationalmannschaft absolvierte Bulot am 15. Oktober 2019 im Freundschaftsspiel gegen Marokko.